# NGC 5790
NGC 5790 је лентикуларна галаксија у сазвежђу Волар која се налази на NGC листи објеката дубоког неба.
Деклинација објекта је + 8° 17' 7" а ректасцензија 14h 57m 35,9s. Привидна величина (магнитуда) објекта NGC 5790 износи 14,0 а фотографска магнитуда 14,9. NGC 5790 је још познат и под ознакама UGC 9624, MCG 1-38-22, CGCG 48-76, CGCG 76-110, PGC 53459.